# Pasquale Anfossi
Pasquale Anfossi (5. dubna 1727, Taggia, Janovská republika – únor 1797?, Řím) byl italský hudební skladatel.

## Život
Narodil se v Taggii, v kraji Ligurie. V letech 1744–1752 studoval hru na housle na neapolské konservatoři Conservatorio di Santa Maria di Loreto a deset let hrál v operním orchestru. Teprve poté začal studovat kompozici u Antonia Sacchiniho a Niccola Piccinniho.
Jeho první opera buffa La Serva Spiritosa měla premiéru v roce 1763 v Římě. Je pravděpodobné, že na tomto díle se podílel jeho učitel Sacchini.
Velkého úspěchu se dočkal v roce 1773 v Římě operou La Giannetta, ossia l’incognita perseguitata a o rok později operou La finta giardiniera.
Do roku 1782 zkomponoval na 30 oper, které byly uváděny převážně v Benátkách a v Římě. Zlom nastal v roce 1782 kdy se stal hudebním ředitelem Královského divadla Haymarket v Londýně. Zde uvedl na scénu pět svých oper. První z nich Il trionfo della costanza měla velký úspěch. Poslední, L’Inglese in Italia (1786), zcela propadla a skladatel raději své další opery uváděl v Praze, Drážďanech nebo v Berlíně a vrátil se do Itálie.
Italské obecenstvo si znovu získal operou Le pazzie de' gelosi uvedenou v Římě roku 1787. V roce 1789 však ukončil svou úspěšnou dráhu operního skladatele a nadále se věnoval pouze chrámové hudbě. Byl jmenován ředitelem kůru v chrámu San Giovanni in Laterano a tuto funkci si podržel až do své smrti v roce 1797.

## Dílo
Kromě velkého množství chrámové a instrumentální hudby zkomponoval Anfossi více než 70 oper a 20 oratorií. Jeho raná díla připomínala styl jeho učitelů Picciniho a Sacchiniho, ale postupně si vypracoval svou vlastní hudební řeč. Instrumentace jeho děl je charakteristická použitím většího počtu dechových nástrojů, což přispělo ke zvýšení barevnosti zvuku.
Kritiky byla Anfossimu vyčítána malá dramatičnost. Nicméně jeho opery byly v Evropě velmi populární.
Italská operní společnost G. Bustelliho a P. Bondiniho, která v první polovině 80. let sídlila v divadle v Thunovském paláci v Praze na Malé Straně, uváděla převážně jeho díla. Úspěch sklízel i v Petrohradu, v Paříži a ve Vídni. Pro vídeňské provedení Anfossiho oper zkomponoval několik árií i Wolfgang Amadeus Mozart a také bylo Anfossiho dílo soudobými kritiky s Mozartem často srovnáváno.
Anfossiho skladby však byly postupně zastíněny jeho slavnějšími současníky a následovníky jako byli Salieri, Mozart nebo Gioacchino Rossini a na dlouhou dobu zapomenuty. Teprve v posledních dvaceti letech byla jejich krása znovu objevena a jsou opět uváděny na scénu.

### Opery
- La serva spiritosa — Řím, Teatro Capranica (1763)
- Lo sposo di tre e marito di nessuna, společně s P. A. Guglielmim — Neapol, Teatro Nuovo sopra Toledo (1763)
- Il finto medico — Neapol, Teatro Nuovo sopra Toledo (1764)
- Fiammetta generosa, společně s Niccolò Piccinnim — Neapol, Teatro dei Fiorentini (1766)
- I matrimoni per dispetto — Neapol, Teatro Nuovo sopra Toledo (1767)
- La clemenza di Tito — Řím, Teatro di Torre Argentina (1769)
- Cajo Mario — Benátky, Teatro San Benedetto (1770)
- Armida — Turín, Teatro Regio (1770)
- Quinto Fabio — Řím, Teatro delle Dame (1771)
- Il barone di Rocca Antica, společně s Carlo Franchim — Řím, Teatro delle Dame (1771)
- Nitteti — Neapol, Teatro San Carlo (1771)
- Alessandro nell’Indie — Řím, Teatro di Torre Argentina (1772)
- L’amante confuso — Neapol, Teatro dei Fiorentini (1772)
- La Giannetta, ossia l’incognita perseguitata — Řím, Teatro delle Dame (1773)
- Antigono — Benátky, Teatro San Benedetto (1773)
- Demofoonte — Řím, Teatro di Torre Argentina (1773)
- Lucio Silla — Benátky, Teatro Grimani di San Samuele (1774)
- La finta giardiniera — Řím, Teatro delle Dame (1774)
- Olimpiade — Benátky, Teatro San Benedetto (1774)
- Il geloso in cimento o la vedova bizzarra — Vídeň, Burgtheater (1774)
- La contadina incivilita — Benátky, Teatro Giustiniani di San Moisè (1775)
- Didone abbandonata — Benátky, Teatro Giustiniani di San Moisè (1775)
- L’avaro — Benátky, Teatro Giustiniani di San Moisè (1775)
- La vera costanza — Řím, Teatro delle Dame (1776)
- Montezuma — Reggio nell'Emilia, Teatro Antico detto il Monte di pietà (1776)
- L’Americana in Olanda — Benátky, Teatro Grimani di San Samuele (1776)
- La donna instabile — Vídeň, Burgtheater (1776)
- Isabella e Rodrigo, o la costanza in amore — Benátky, Teatro Grimani di San Samuele (1776)
- Il Principe di Lagonegro, ossia l’innocente premiata — Florencie, Teatro degli Infuocati in Via del Cocomero (1777)
- La fedeltà nelle angustie — Florencie, Teatro degli Immobili in Via della Pergola (1777)
- Il curioso indiscreto — Řím, Teatro delle Dame (1777)
- Gengis-Kan — Turín, Teatro Regio (1777)
- Adriano in Siria — Padova, Teatro Nuovo (1777)
- Lo sposo disperato — Benátky, Teatro Giustiniani di San Moisè (1777)
- La vaga Frascatana contrastata dagli amori umiliati — Ravena, Teatro Nobile (1777)
- Ezio — Benátky, Teatro Giustiniani di San Moisè (1778)
- Il controgenio — Řím, Teatro Valle (1778)
- La forza delle donne — Benátky, Teatro Giustiniani di San Moisè (1778)
- Azor re di Kibinga — Benátky, Teatro Giustiniani di San Moisè (1779)
- Cleopatra — Milán, Teatro alla Scala (1779)
- Il matrimonio per inganno — Florencie, Teatro degli Infuocati in Via del Cocomero (1779)
- Amor costante — Řím, Teatro Capranica (1779)
- Tito nelle Gallie — Řím, Teatro delle Dame (1780)
- La finta cingara per amore — Benátky, Teatro San Giovanni Crisostomo (1780)
- I viaggiatori felici — Benátky, Teatro Grimani di San Samuele (1780)
- La vedova scaltra — Rovigo, Teatro Roncale (1780)
- Lo sposo per equivoco — Řím, Teatro Capranica (1781)
- L’Infante di Zamora — Paříž, Menus Plaisir per conto dell’Opera (1781)
- I vecchi burlati — Londýn, Haymarket (1781)
- Gli amanti canuti — Benátky, Teatro Giustiniani di San Moisè (1781)
- L’imbroglio delle tre spose — Florencie, Teatro degli Immobili in Via della Pergola (1781)
- Il trionfo di Arianna — Benátky, Teatro Giustiniani di San Moisè (1781)
- Zemira — Benátky, Teatro San Benedetto (1781)
- Il disprezzo — Benátky, Teatro Grimiani di San Samuele (1782)
- Il trionfo della costanza — Londýn (1782)
- Le gelosie fortunate — Turín, Teatro Carignano (1783) (pro vídeňské provedení v roce 1788 doplnil Mozart)
- Issipile — Londýn, Haymarket (1784)
- Le due gemelle — Londýn, Haymarket (1784)
- La pazza per amore — Correggio, Teatro Pubblico (1785)
- L’Inglese in Italia — Londýn, Haymarket (1786)
- Le pazzie de' gelosi — Řím, Teatro Valle (1786)
- Creso — Řím, Teatro di Torre Argentina (1786)
- Sedecia — Florencie, Teatro degli Immobili in Via della Pergola (1787)
- L’orfanella americana — Benátky, Teatro Giustiniani di San Moisè (1787)
- Erifile — Luca, Teatro Pubblico (1787)
- Artaserse — Řím, Teatro delle Dame (1788)
- I matrimoni per fanatismo — Neapol, Teatro del Fondo della Separazione di Lucri (1788)
- La maga Circe — Řím, Teatro Valle (1788)
- La gazzetta, ossia il baggiano burlato — Řím, Teatro Valle (1789)
- Zenobia in Palmira — Benátky, Teatro San Benedetto (1789)
- Gli artigiani — Drážďany, Teatro della Corte Elettorale (1793)
- L’amor artigiano — Pavia, Teatro De' Quattro Signori Compadroni attuale Fraschini (1797)

#### Oratoria
- La madre dei Maccabei (libreto Giuseppe Barbieri, 1765, Řím)
- Noe sacrificium (1769, Benátky)
- Carmina sacra camenda in nosocomio pauperum derelictorum (1773, Benátky)
- Jerusalem eversa (1774, Benátky)
- David contra Philisthaeos (1775, Benátky)
- Giuseppe riconosciuto (libreto Pietro Metastasio, 1776, Řím)
- Carmina sacra recinenda a piis virginibus (1776, Benátky)
- Samuelis umbra (1777, Benátky)
- Virginis assumptae triumphus (1780, Benátky)
- La nascita del Redentore (libreto Giacomo Gregorio, 1780, Řím)
- Esther (1781, Benátky)
- La Betulia liberata (libreto Pietro Metastasio, 1781)
- Sedecias (1782, Benátky)
- Il sacrificio di Noè uscito dall'arca (1783, Řím)
- Prodigus (1786, Benátky)
- Sant'Elena al Calvario (libreto Pietro Metastasio, 1786, Řím)
- Ninive conversa (1787, Benátky)
- Il figliuol prodigo (libreto Carlo Antonio Femi, 1792, Řím)
- La morte di San Filippo Neri (libreto Carlo Antonio Femi, 1796, Řím)
- Gerico distrutta
- Il convito di Baldassare
- Per la nascita di Nostre Signore Gesù Cristo

### Další chrámová díla
- 6 mší
- 6 Kyrie e Gloria
- Qui Tollis
- 2 Credo
- 5 Salve regina
- Oltre 8 motet
- Miserere
- Responsori per la Settimana Santa
- Numerosi salmi
- Vari inno
- Altri lavori sacri minori

### Instrumentální hudba
- 67 symfonií
- Minuetti per 2 violini e violoncello
- 5 kvintetů